# هوارد بلوم (صحفي)
هوارد بلوم (بالإنجليزية: Howard Blum)‏ هو صحفي أمريكي، ولد في 1948.